# Dhana Nanda
Dhana Nanda, door de Grieken Agrammes en Xandrames genoemd, was koning van Magadha en de laatste heerser van de kortdurende Nandadynastie. Zijn vader Mahapadma Nanda had de expansionistische politiek van de voorgaande Haryanka-dynastie en Shaishunaga-dynastie voortgezet en was daarin zo succesvol dat hij in de Purana's de titel ekachattra (letterlijk: enkele parasol, oftewel degene die het land onder één heerser verenigt) kreeg. Zijn wrede beleid maakte echter de weg vrij voor een coup die Chandragupta Maurya aan de macht bracht en het begin inluidde van de Mauryadynastie. De naam Dhana zou refereren aan zijn voorliefde om rijkdom te verwerven.
Er zouden in totaal negen koningen van de Nandadynastie zijn geweest. Volgens de Purana's waren dit Mahapadma en acht van zijn zonen, van wie alleen Sukalpa wordt genoemd. Volgens boeddhistische geschriften waren de acht opvolgers allemaal broers van Ugrasena, zoals Mahapadma daarin wordt genoemd. De Mahabodhivamsa noemt Panduka, Pandugati, Bhutapala, Rashtrapala, Govishanaka, Dasasiddhaka, Kaivarta en Dhana. Volgens de Mahavamsa duurde de dynastie van de Nandadynastie in zijn geheel slechts 22 jaar, terwijl de Vayu Purana stelt dat de regeerperiode van Mahapadma 28 jaar was en die van zijn zonen 12 jaar. Hoe dan ook kan Nanda volgens deze chronologieën niet heel lang geregeerd hebben.
Mahapadma was geen kshatriya geweest en van moederskant zelfs een shudra, wat de dynastie in de ogen van orthodoxe brahmanen ongeschikt voor de troon maakte. Volgens Griekse bronnen zou koning Poros – zelf een kshatriya – in de Punjab hebben verhaald over hoe impopulair Dhana was. Mahapadma was echter zeer succesvol geweest in zijn veroveringen en had het rijk naar tot dan toe ongekende grootte gebracht. Het staand leger ten tijde van Dhana kon volgens de Romein Curtius 200.000 voetsoldaten, 20.000 ruiters, 2000 strijdwagens en 3000 strijdolifanten hebben kunnen inzetten tegen de Indische campagne van Alexander de Grote. In hoeverre deze aantallen juist zijn, kan niet nagegaan worden, duidelijk is wel dat de omvang van het leger dusdanig was dat Alexander op advies van zijn generaal Coenus afzag van een aanval.
Chanakya of Kautilya, mogelijk de auteur van de Arthashastra, speelde een belangrijke rol in het omverwerpen van de Nandadynastie. Er zijn verschillende verhalen over hoe dit zich zou hebben afgespeeld, de Chanakya-Chandragupta-katha. Het begin lijkt een directe of indirecte belediging door koning Dhana te zijn geweest over de afzichtelijkheid van Chanakya. Chanakya zou sindsdien alles in het werk hebben gesteld om Dhana ten val te brengen. Daartoe zette hij Chandragupta in, mogelijk een nazaat van de oude kshatriya-clan Moriya. Chandragupta werd in dit verhaal van jongs af aan opgevoed door Chanakya, wat zou betekenen dat de regeerperiode van Dhana langer zou zijn geweest dan de chronologieën suggereren.
In het werk van Justinus was het Sandrocottus (Chandragupta) zelf die beledigd werd door Dhana en daarna wist te ontsnappen, om daarna aan het hoofd te komen te staan van een roversbende en uiteindelijk aan het hoofd van een leger waarmee hij met de hulp van Chanakya de Nanda's wist te verslaan. De Milindapanha verhaalt over het Nanda-leger onder Bhaddasaia dat afgeslacht werd door de legers van Kandagutta (Chandragupta). In de boeddhistische versie wordt Dhana gedood, terwijl hij in de jaïnische versie wordt verbannen.

## Chronologie
De chronologie van de vroege dynastieën hangt mede samen met het sterftejaar van de Boeddha. Aangezien diens mahaparinibbana onbekend is, zijn ook de regeringsjaren onzeker. Volgens de boeddhistische traditie stierf de Boeddha tijdens het achtste regeringsjaar van Ajatasattu. Volgens theravada, het boeddhisme van het zuiden, vond de mahaparinibbana plaats in 544/543 v.Chr., de lange chronologie. Buiten theravada wordt dit niet als realistisch gezien. Veel Indische historici achten de gecorrigeerde lange chronologie waarschijnlijker, waarbij de mahaparinibbana rond 483 v.Chr. wordt geplaatst. Het noordelijk boeddhisme gaat uit van de korte chronologie, waarmee het sterfjaar van de Boeddha op 378/368 v.Chr. uitkomt. Veel westerse historici achten het waarschijnlijker dat de Boeddha in de vierde eeuw v.Chr. stierf. Niet alleen het sterftejaar van de Boeddha is onzeker, ook is het bestaan van enkele koningen en het aantal regeringsjaren van veel koningen onzeker, wat elke chronologie verder compliceert.
|                                              | Lange chronologie | Gecorrigeerde lange chronologie | Korte chronologie |
| -------------------------------------------- | ----------------- | ------------------------------- | ----------------- |
| Bimbisara                                    |                   | ~542 - 490 v.Chr.               |                   |
| Ajatasattu                                   |                   | ~490 - 459 v.Chr.               |                   |
| Mahaparinibbana                              | ~543 v.Chr.       | ~483 v.Chr.                     | ~378/368 v.Chr.   |
| Udayin en de volgende drie Haryanka-koningen |                   | ~459 - 427/410 v.Chr.           |                   |
| Shishunaga en zijn opvolgers                 |                   | ~427/410 - 361 v.Chr.           |                   |
| Nanda's                                      |                   | ~361/342 - 321 v.Chr.           |                   |